# 三面形
三面形（英語：Trigonal hosohedron、Triangular hosohedron或3-hosohedron）是以三角形為基底的多面形，表示三個鑲嵌在球面上的球弓形，為球面三面體的一種，由3個面、3條邊和2個頂點組成，在施萊夫利符號中利用{2,3}來表示，其對偶多面體是三角形二面體。

## 性質
三面形是一個退化的多面體，其無法擁有體積。三面形由3個二角形組成，每個頂點都是3個二角形的公共頂點。正三面形的每個面都是正二角形，且每個頂點都是3個正二角形的公共頂點，因此正三面形也可以視為一種正多面體，但是因為其已退化，因此不會與柏拉圖立體一同討論，但可以視為一種正則地區圖。
三面形具有 D3h, [2,3], (*223) 的對稱性和 D3, [2,3]+ 的旋轉對稱性，且階數為12，在考克斯特符號中用表示。
三面形可以經由一角形二面體透過截角變換而得。
三面形可以截角為三角柱，也可以交錯截角為正四面體。

## 皮特里三面形
三面形的皮特里多邊形是一種具有6條邊和6個頂點的退化扭歪多邊形，其邊兩兩共用，六個頂點每三個互相共用。三面形的皮特里對偶由一個前述的六邊形組成，並且該六邊形在每個頂點的周圍，以正則地區圖的模式自我相鄰3次，因此在施萊夫利符號中可以用{6,3}(1,1)來表示。
三面形的皮特里對偶共由1個面、3條邊和2個頂點組成，可以視為一面體的一種，是一個可定向曲面，作為正則地區圖可以具象化為一種環形多面體，在施萊夫利符號中表示為{6,3}1,0。
| {6,3}1,0 由1個面、3條稜和2個頂點組成 (v:2, e:3, f:1) |

## 對偶多面體
三面形的對偶多面體為三角形二面體（Triangular dihedron或Trigonal dihedron），又稱為雙三角形（di-triangle），是一種多邊形二面體，由2個三角形面、三條邊和三個頂點組成。期兩個三角形已背對背的方式互相連接，與截半三面形類似，但沒有像截半三面形那樣在邊與邊的連接處存在兩角形（三角形二面體截半的結果也是截半三面形）。

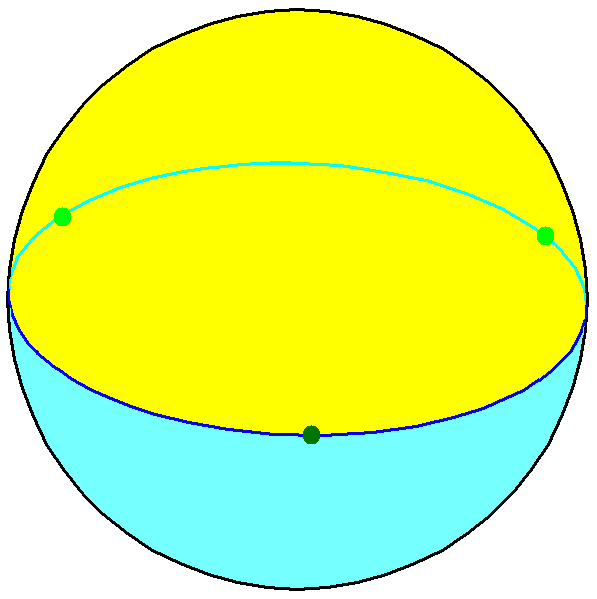
球面上的三角形二面體，三面形的對偶多面體

正三角形二面體是指由兩個正三角形背對背貼合所形成的幾何體，由於其組成面皆為正多邊形，且所有邊等長、所有角等角，因此可以視為一種退化的正多面體，其在施萊夫利符號中以{3,2}表示，代表由2個施萊夫利符號表示為{3}的正三角形組成。
做為一個球面鑲嵌，球面的正三角形二面體由2個球形三角形組成，其在球面的大圓上共用3個相同的頂點；球面正三角形二面體的每個正三角形面都恰好填滿了一個半球。這兩個球面正三角形在球面的大圓赤道上等距地分布。
三角形二面體的皮特里對偶為六邊形二面體半形，即六邊形二面體的多面體半形，這意味著三角形二面體的皮特里多邊形為六邊形，該六邊形的頂點兩兩共用，或可以是圍繞三角形兩圈構成的六邊形。

## 截半三面形
截半三面形是指三面形經過截半變換後的結果，即三面形節去所有頂點至邊的中點。所形成的立體由2個三角形截面和3個二角形原始面組成。2個三角形面以類似多邊形二面體的方式貼合，而3個二角形則位於貼合邊上，圍繞三角形面一圈:283，類似於一串香腸串的樣式，因此又稱為三角香腸面形（3-lucanicohedron）。

截半三面形

截半三面形共由5個面、6條邊和3個頂點組成，在其5個面中有2個三角形面和3個二角形面，其3個頂點皆為2個二角形和2個三角形的公共頂點。由於截半三面形由兩種面組成（二角形和三角形），因此其不算是正則地區圖，僅能算做擬正則地區圖。截半三面形也是三角形二面體經過截半變換後的結果。

### 截角三角形二面體
截角三角形二面體是一個與截半三面形類似的幾何體，其同樣有3個二角形面，但兩個三角形面變為兩個六邊形面，六邊形面同樣背對背貼合，3個二角形面交錯地分布在六邊形的邊上的貼和處，無二角形面的六邊形-六邊形貼和處則是直接貼合，因此其頂點圖變為兩個六邊形和一個二角形的公共頂點。
| 截角三角形二面體 | 截半三面形 |

## 相關多面體
三面形是三角形二面體的對偶多面體，因此與三角形二面體具有相同的對稱性，其可以衍生出一些相關的多面體：
|                               |                                  |                               |                                  |                               |                                  |                                     |                                     |
| {3,2} （章節）                | t{3,2} （章節）                  | r{3,2} （章節）               | 2t{3,2}=t{2,3}                   | 2r{3,2}={2,3}                 | rr{3,2}                          | tr{3,2}                             | sr{3,2}                             |
| 半正對偶                      |                                  |                               |                                  |                               |                                  |                                     |                                     |
| node_f1 · 3 · node · 2 · node | node_f1 · 3 · node_f1 · 2 · node | node · 3 · node_f1 · 2 · node | node · 3 · node_f1 · 2 · node_f1 | node · 3 · node · 2 · node_f1 | node_f1 · 3 · node · 2 · node_f1 | node_f1 · 3 · node_f1 · 2 · node_f1 | node_fh · 3 · node_fh · 2 · node_fh |
|                               |                                  |                               |                                  |                               |                                  |                                     |                                     |
| V32                           | V62                              | V32                           | V4.4.3                           | V23                           | V4.4.3                           | V4.4.6                              | V3.3.3.3                            |

| 球面鑲嵌 | 球面鑲嵌 | 球面鑲嵌 | 球面鑲嵌 | 球面鑲嵌 | 球面鑲嵌 | 球面鑲嵌 | 球面鑲嵌 | 球面鑲嵌 | 球面鑲嵌 | 球面鑲嵌 | 球面鑲嵌 | 球面鑲嵌 | 歐式鑲嵌 仿緊空間 | 雙曲鑲嵌 非緊空間 |
| -------- | -------- | -------- | -------- | -------- | -------- | -------- | -------- | -------- | -------- | -------- | -------- | -------- | ----------------- | ----------------- |
| 1        | 2        | 3        | 4        | 5        | 6        | 7        | 8        | 9        | 10       | 11       | 12       | ...      | ∞                 | iπ/λ              |
| 一面形   | 二面形   | 三面形   | 四面形   | 五面形   | 六面形   | 七面形   | 八面形   | 九面形   | 十面形   | 十一面形 | 十二面形 | ...      | 無限面形          | 超無限面形        |
| · {2,1}  | · {2,2}  | · {2,3}  | · {2,4}  | · {2,5}  | · {2,6}  | · {2,7}  | · {2,8}  | · {2,9}  | · {2,10} | · {2,11} | · {2,12} | ...      | · {2,∞}           | · {2,iπ/λ}        |
|          |          |          |          |          |          |          |          |          |          |          |          | ...      |                   |                   |